# Hoplistomerus garambensis
Hoplistomerus garambensis är en tvåvingeart som först beskrevs av H. Oldroyd 1970.  Hoplistomerus garambensis ingår i släktet Hoplistomerus och familjen rovflugor.
Artens utbredningsområde är Kongo. Inga underarter finns listade i Catalogue of Life.